# بریانتس
بریانتس (به فرانسوی: Briantes) یک کمون در فرانسه است که در اندر واقع شده‌است. بریانتس ۲۳٫۱۲ کیلومتر مربع مساحت و ۶۰۷ نفر جمعیت دارد و ۲۲۷ متر بالاتر از سطح دریا واقع شده‌است.